# Bpost

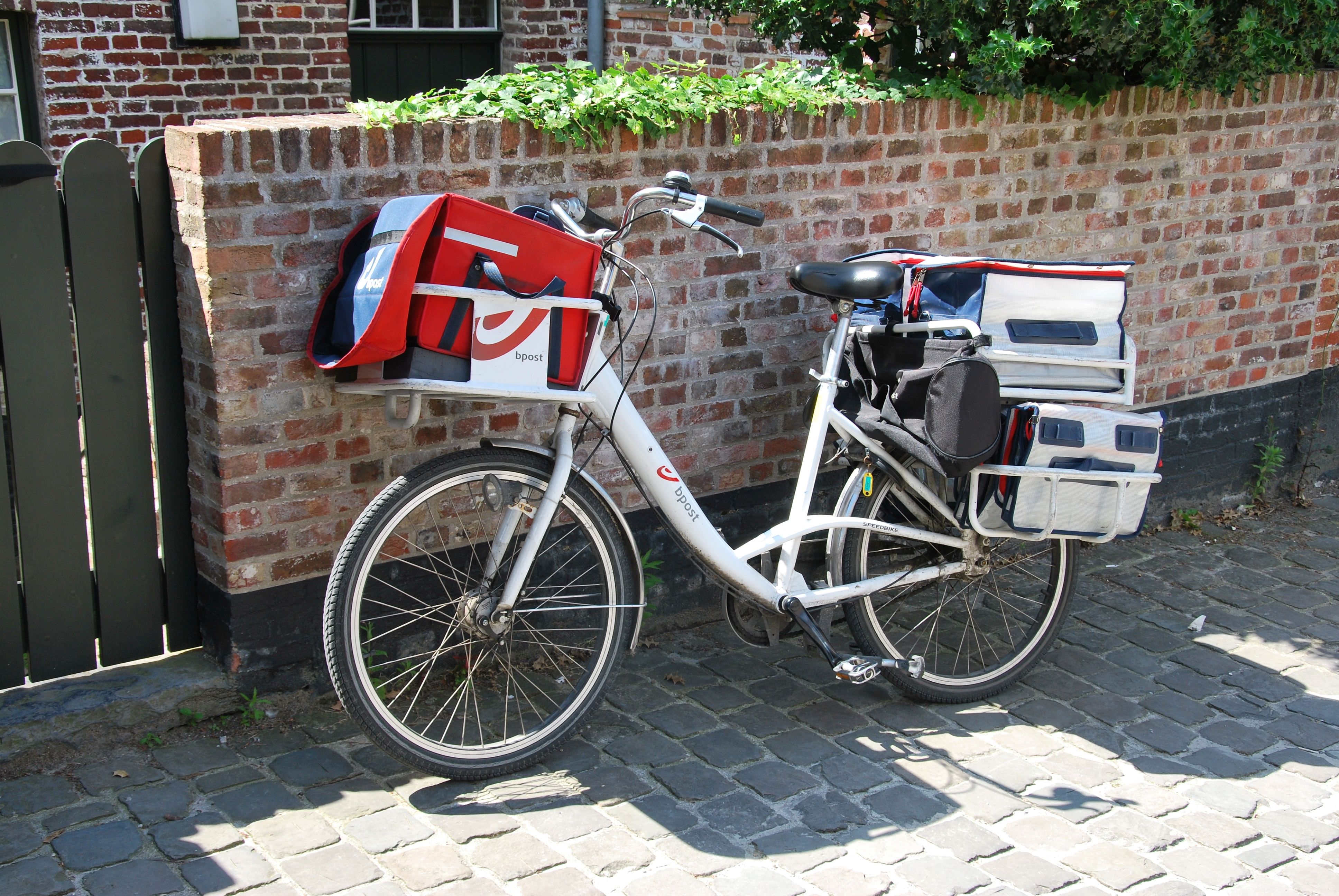
Bicicleta de carteiro da Bpost, na Bélgica.

Bpost (anteriormente La Poste, em francês, De Post, em flamengo ou Die Post em alemão) é a organização responsável pela distribuição do correio nacional e internacional na Bélgica. 